# 수구리과
수구리과(Rhinidae)는 홍어목 또는 수구리목에 속하는 가오리류의 일종이다. 대한민국에는 목탁수구리(Rhina ancylostoma)와 동수구리(Rhynchobatus djiddensis)가 관찰된 적이 있다.

## 분류
수구리과에는 현재 3속 10종이 존재하고 있으며, 목탁수구리속(Rhina)과 동수구리속(Rhynchobatus), 그리고 린코리나속(Rhynchorhina)이 포함되어 있다. 조세프 넬슨(Joseph S. Nelson)은 목탁수구리를 수구리과의 유일종으로 분류하고 있는데, 형태학적 증거로는 지지를 받고 있지만 아직까지 분자생물학적 증거가 없다.
수구리과는 오랫동안 홍어목으로 분류해왔지만 2012년 이후로 수구리과와 가래상어과, 그리고 톱가오리과를 수구리목(Rhinopristiformes)으로 함께 묶어야 한다는 주장에 힘이 실리고 있다.

### 종류
- 목탁수구리속 (Rhina)
  - 목탁수구리 (Rhina ancylostoma)
- 동수구리속 (Rhynchobatus)
  - 흰점박이수구리 (Rhynchobatus australiae)
  - Rhynchobatus cooki
  - 동수구리 (Rhynchobatus djiddensis)
  - 타이완수구리 (Rhynchobatus immaculatus)
  - Rhynchobatus laevis
  - 아프리카수구리 (Rhynchobatus luebberti)
  - 일본수구리 (Rhynchobatus mononoke)
  - 눈썹수구리 (Rhynchobatus palpebratus)
  - Rhynchobatus springeri
- Rhynchorhina
  - Rhynchorhina mauritaniensis